# Ladnitz (Wüstung)
Ladnitz ist eine Wüstung in der Gemarkung des Ortsteils Gröben der Gemeinde Schlöben im Saale-Holzland-Kreis in Thüringen.

## Geschichte
An der westlichen Hangflanke des Wasserspeicherbeckens Podelsatz liegt die Ortswüstung Ladnitz.
Sie war wahrscheinlich Vorburgbereich der Wasserburg Ladnitz, die während der Bauarbeiten des kleinen Stausees ausgegraben worden ist. Es war eine kleine Niederungsburg. Die Entstehung der Burgmotte und der dazugehörenden Gebäude des Satellitendorfes erfolgte im 12. Jahrhundert. Ab 1216 ist die Anlage urkundlich bekannt. Im 14. Jahrhundert verlor der Komplex seine Aufgabe als Adelssitz und wurde als Vorwerk genutzt. Es wurde eingeschätzt, die Siedlung sei eine slawische Gründung.